# Ring belge R12

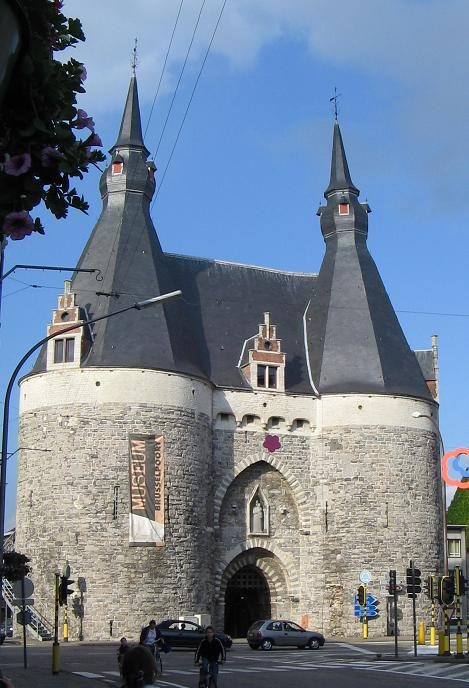
Porte de Bruxelles

Pour les articles homonymes, voir R12.
Le ring belge R12 est le petit ring de Malines. Il fait 4,5 km de long et forme une ceinture complète autour de la ville.